# Paso Real, Puebla
Paso Real är en ort i Mexiko.   Den ligger i kommunen Hueyapan och delstaten Puebla, i den sydöstra delen av landet, 190 km öster om huvudstaden Mexico City. Paso Real ligger 541 meter över havet och antalet invånare är 163.
Terrängen runt Paso Real är kuperad åt nordost, men åt sydväst är den bergig. Runt Paso Real är det ganska tätbefolkat, med 134 invånare per kvadratkilometer. Närmaste större samhälle är Teziutlan, 18,7 km söder om Paso Real. I omgivningarna runt Paso Real växer i huvudsak städsegrön lövskog.